# جون أوغسطين كولينز
جون أوغسطين كولينز (بالإنجليزية: John Augustine Collins)‏ هو دبلوماسي أسترالي، ولد في 7 يناير 1899 في Westbury, Tasmania ‏ في أستراليا، وتوفي في 3 سبتمبر 1989 في أستراليا.